# Sigismondo Coccapani
Sigismondo Coccapani (ur. w 1583 we Florencji, zm. 3 marca 1642 tamże) – włoski malarz, rysownik i architekt okresu baroku, przedstawiciel szkoły florenckiej.

## Życiorys
Był synem Regola Coccapaniego, szlachcica Carpi, który pracował jako złotnik na Ponte Vecchio we Florencji. Początkowo studiował literaturę i matematykę, następnie przeniósł się do Rzymu, gdzie został uczniem architekta Bernarda Buontalentiego oraz studiował malarstwo pod kierunkiem Ludovica Cigoliego. W latach 1610–1613 asystował Cigoliemu przy wykonywaniu fresków zdobiących kopułę kaplicy Pawłowej, w Santa Maria Maggiore.
Następnie powrócił do Florencji, gdzie powstała większość jego prac. Jako niezależny artysta wykonał m.in. fresk na lunecie w krużganku klasztoru św. Marka (1613), fresk Michał Anioł ukoronowany przez Sztukę w Casa Buonarroti (florenckiej rezydencji artysty) (1615–1617) oraz fresk na lunecie w kaplicy Martelli w kościele San Gaetano (ok. 1633).
Malował sceny rodzajowe (głównie biblijne), pejzaże i portrety (np. Il flautista). W jego dojrzałym stylu widoczne są bardzo silne wpływy Cigoliego, dlatego niektóre rysunki Coccapaniego były niegdyś przypisywane Cigoliemu.
Wraz ze swoim bratem Giovannim zgromadził kolekcję rysunków autorstwa Cigoliego i artystów z jego kręgu; wiele z tych prac ostatecznie wzbogaciło kolekcję Galerii Uffizi.
Uczniem Sigismonda Coccapaniego był Francesco Montelatici znany jako Cecco Bravo.

## Galeria

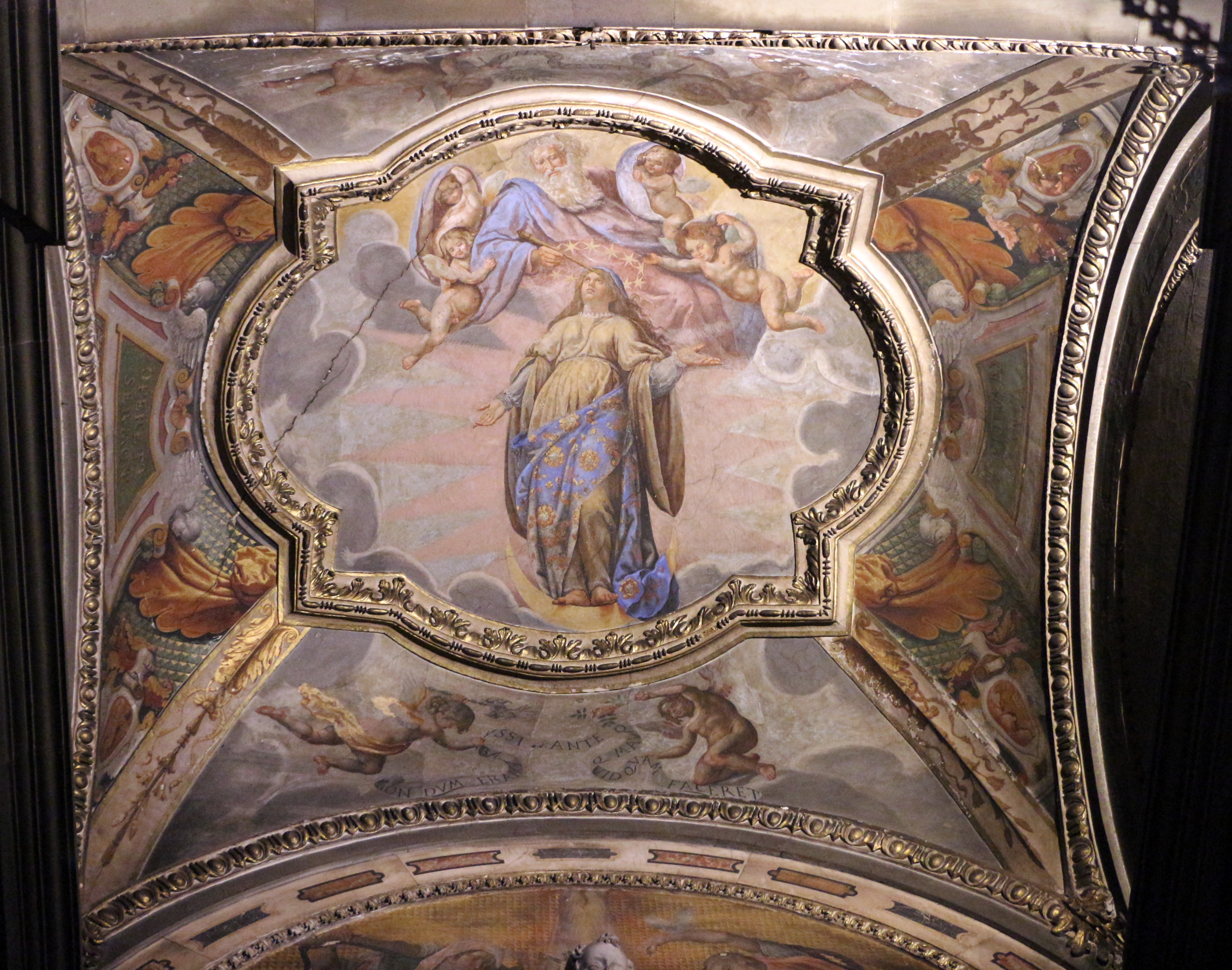
Immacolata concezione (Niepokalane poczęcie), ok. 1633, fresk na lunecie w kaplicy Martelli w kościele San Gaetano
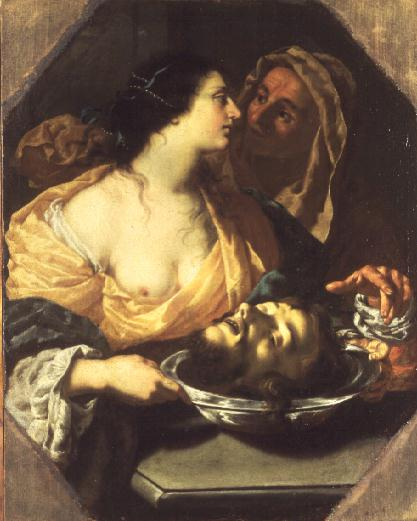
Giuditta e Oloferne (Judyta i Holofernes)
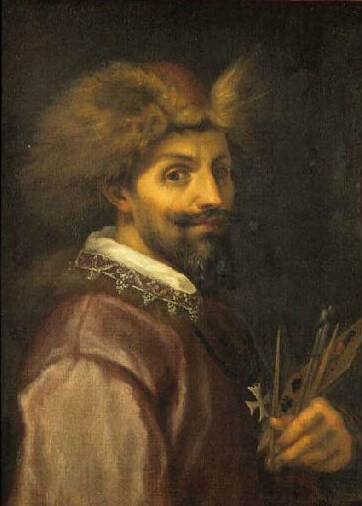
Ritratto di Ludovico Cardi detto Il Cigoli (Portret Ludovica Cigoliego), Museo de Chambéry
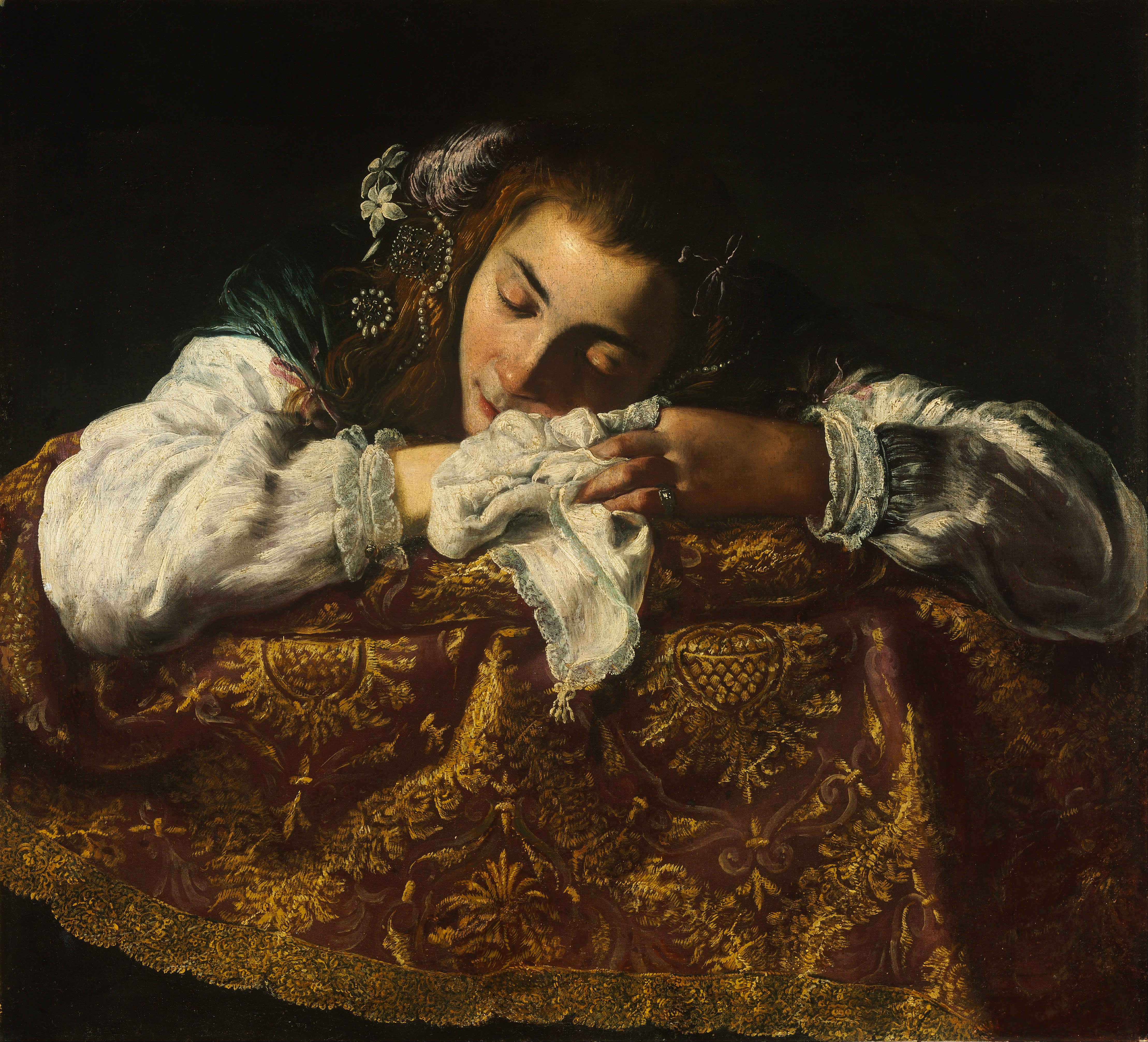
Fanciulla dormiente (Śpiąca), 1620–1622, Muzeum Sztuk Pięknych w Budapeszcie; obraz przypisywany też Domenico Fettiemu